# 신해생갑회지도
신해생갑회지도(辛亥生甲會之圖)는 서울특별시 용산구 국립중앙박물관에 있는 풍속화이다. 1990년 9월 20일 대한민국의 보물 제1045호로 지정되었다.

## 개요
명종 6년(1551) 신해년에 태어난 3명의 동갑내기 생일 잔치 모습을 그린 그림이다. 
가로 57.0cm, 세로 88.9cm의 크기의 이 그림은 전체적으로 상·중·하 3단으로 구분되어 있다. 상단에는 ‘신해생갑회지도(辛亥生甲會之圖)’라는 제목이 쓰여 있고, 중단에는 주인공 3명과 잔치에 참석한 사람, 시중드는 사람 등 모두 9명이 빼어난 자연경관을 배경으로 묘사되어 있다. 하단에는 계회에 참석한 이대기, 정인준, 홍순 3명의 관직·성명·본관 등을 기록한 글과 계회의 내용 및 감상을 적고 있다. 중단의 계회 장면은 16세기 초에 유행한 안견파의 화풍의 짧은 선이나 점으로 나타내는 단선점준이 구사되어 있으며, 흑백의 대조도 강하게 묘사되어 있다. 또한 인물을 작게 표현하고 자연묘사에 중점을 두어 전반적으로 17세기 작품이면서도 16세기의 화풍을 강하게 보여주고 있다. 
인조 4년(1626)에 그려진 이 그림은 풍속화적인 성격을 가지면서 문인들의 생활단면을 묘사하고 있어 당시 양반들의 생활 일면을 이해하는데 도움이 되며, 제작연대도 확실하여 회화사 연구에 매우 중요한 자료이다.

## 참고 자료
- 신해생갑회지도 - 국가유산청 국가유산포털